# Bernac (Charente)
Pour les articles homonymes, voir Bernac.
Bernac est une commune du Sud-Ouest de la France, située dans le département de la Charente (région Nouvelle-Aquitaine).
Ses habitants sont appelés les Bernacois et les Bernacoises.

## Géographie

### Localisation et accès
Bernac est une commune du Nord-Charente située à 3 km au nord-ouest de Ruffec.
La route principale est la D 26, route de Ruffec à Sauzé-Vaussais (Deux-Sèvres), qui passe près de l'église. La mairie est située à 0,6 km au nord-est de cette route, aux Montées. Le reste de la commune est desservi par de petites routes ; la D 305 traverse le nord de la commune entre Saint-Martin-du-Clocher et Les Adjots.
Bernac est aussi à 44 km d'Angoulême, 8 km de Villefagnan, 11 km de Sauzé-Vaussais.
La gare la plus proche est celle de Ruffec, à 2 km, desservie par des TER à destination d'Angoulême et de Poitiers, et des grandes lignes vers Bordeaux et Paris.

### Hameaux et lieux-dits
Le bourg de Bernac est assez petit. L'église est située à l'ouest près du cimetière, et la mairie est située aux Montées.
La commune compte de nombreux hameaux : au nord on trouve la Gadelière, le Breuil au Vigier, la Paizière, les Jarris, et au sud, Masquinant. Le château de Beauregard est situé au sud du bourg. On trouve aussi de nombreuses fermes.

### Communes limitrophes
| Saint-Martin-du-Clocher |         | Les Adjots |
| La Chèvrerie            | Bernac  | Ruffec     |
|                         | La Faye |            |

### Géologie et relief
Géologiquement, la commune est dans le calcaire du Jurassique du Bassin aquitain, comme tout le Nord-Charente. Plus particulièrement, le Bathonien occupe la surface communale, avec du Callovien sur une petite partie au sud-ouest du bourg. Le plateau est toutefois recouvert par des altérites sous forme d'argile rouge à silex,,.
Le relief de la commune est celui d'un plateau d'une altitude moyenne de 120 m. Le point culminant de la commune est à une altitude de 153 m, situé à l'extrémité nord. Le point le plus bas est à 94 m, situé le long de la Péruse sur la limite sud-est. Le bourg est à environ 110 m d'altitude.

### Hydrographie

#### Réseau hydrographique

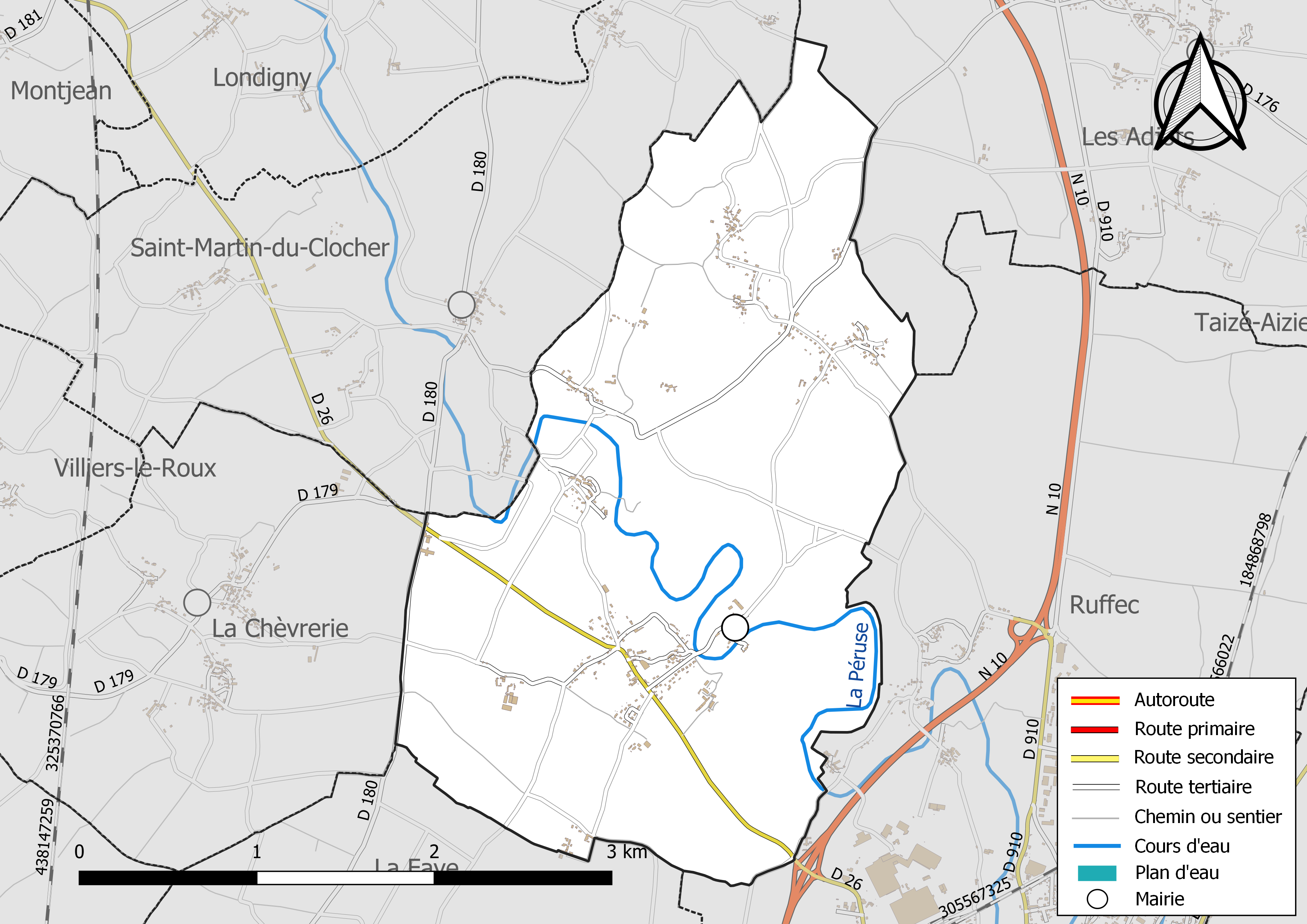
Réseaux hydrographique et routier de Bernac.

La commune est située dans  le bassin versant de la Charente au sein  du Bassin Adour-Garonne. Elle est drainée par le Péruse, de,.
La Péruse, ruisseau descendant de Sauzé-Vaussais, traverse la commune du nord-ouest au sud-est en faisant des méandres. Il traverse le bourg en séparant l'église de la mairie. Cet affluent rive droite de la Charente à Condac est à sec en été en entrant dans la commune à la Gadelière jusqu'à Ruffec, où sa partie aval permanente car regonflée par des résurgences s'appelle le Lien. D'une longueur totale de 23,9 km, il se jette  dans la Charente à Condac, après avoir traversé 7 communes.

#### Gestion des cours d'eau
Le territoire communal est couvert par le schéma d'aménagement et de gestion des eaux (SAGE) « Charente ». Ce document de planification, dont le territoire correspond au bassin de la Charente, d'une superficie de 9 300 km2, a été approuvé le 19 novembre 2019. La structure porteuse de l'élaboration et de la mise en œuvre est l'établissement public territorial de bassin Charente. Il définit sur son territoire les objectifs généraux d’utilisation, de mise en valeur et de protection quantitative et qualitative des ressources en eau superficielle et souterraine, en respect des objectifs de qualité définis dans le troisième SDAGE  du Bassin Adour-Garonne qui couvre la période 2022-2027, approuvé le 10 mars 2022.

### Climat
Comme dans les trois quarts sud et ouest du département, le climat est océanique aquitain, légèrement dégradé car la commune se situe aux abords du seuil du Poitou.

## Urbanisme

### Typologie
Au 1er janvier 2024, Bernac est catégorisée commune rurale à habitat dispersé, selon la nouvelle grille communale de densité à 7 niveaux définie par l'Insee en 2022.
Elle est située hors unité urbaine. Par ailleurs la commune fait partie de l'aire d'attraction de Ruffec, dont elle est une commune de la couronne,. Cette aire, qui regroupe 30 communes, est catégorisée dans les aires de moins de 50 000 habitants,.

### Occupation des sols
L'occupation des sols de la commune, telle qu'elle ressort de la base de données européenne d’occupation biophysique des sols Corine Land Cover (CLC), est marquée par l'importance des territoires agricoles (74,5 % en 2018), en diminution par rapport à 1990 (87,9 %). La répartition détaillée en 2018 est la suivante : 
terres arables (69,5 %), zones urbanisées (13 %), forêts (12,4 %), zones agricoles hétérogènes (5 %). L'évolution de l’occupation des sols de la commune et de ses infrastructures peut être observée sur les différentes représentations cartographiques du territoire : la carte de Cassini (XVIIIe siècle), la carte d'état-major (1820-1866) et les cartes ou photos aériennes de l'IGN pour la période actuelle (1950 à aujourd'hui).

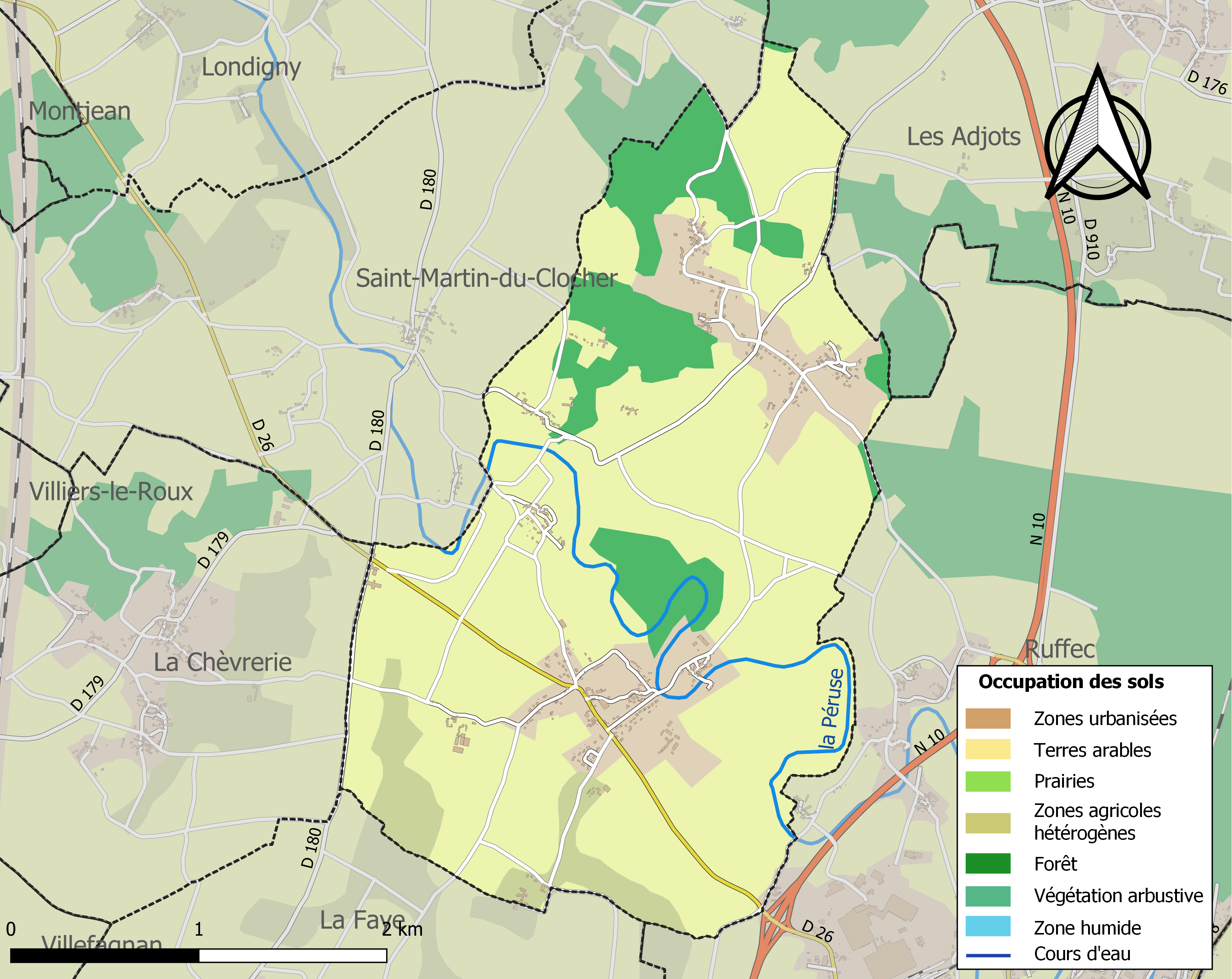
Carte des infrastructures et de l'occupation des sols de la commune en 2018 (CLC).

### Risques majeurs
Le territoire de la commune de Bernac est vulnérable à différents aléas naturels : météorologiques (tempête, orage, neige, grand froid, canicule ou sécheresse) et séisme (sismicité modérée). Un site publié par le BRGM permet d'évaluer simplement et rapidement les risques d'un bien localisé soit par son adresse soit par le numéro de sa parcelle.

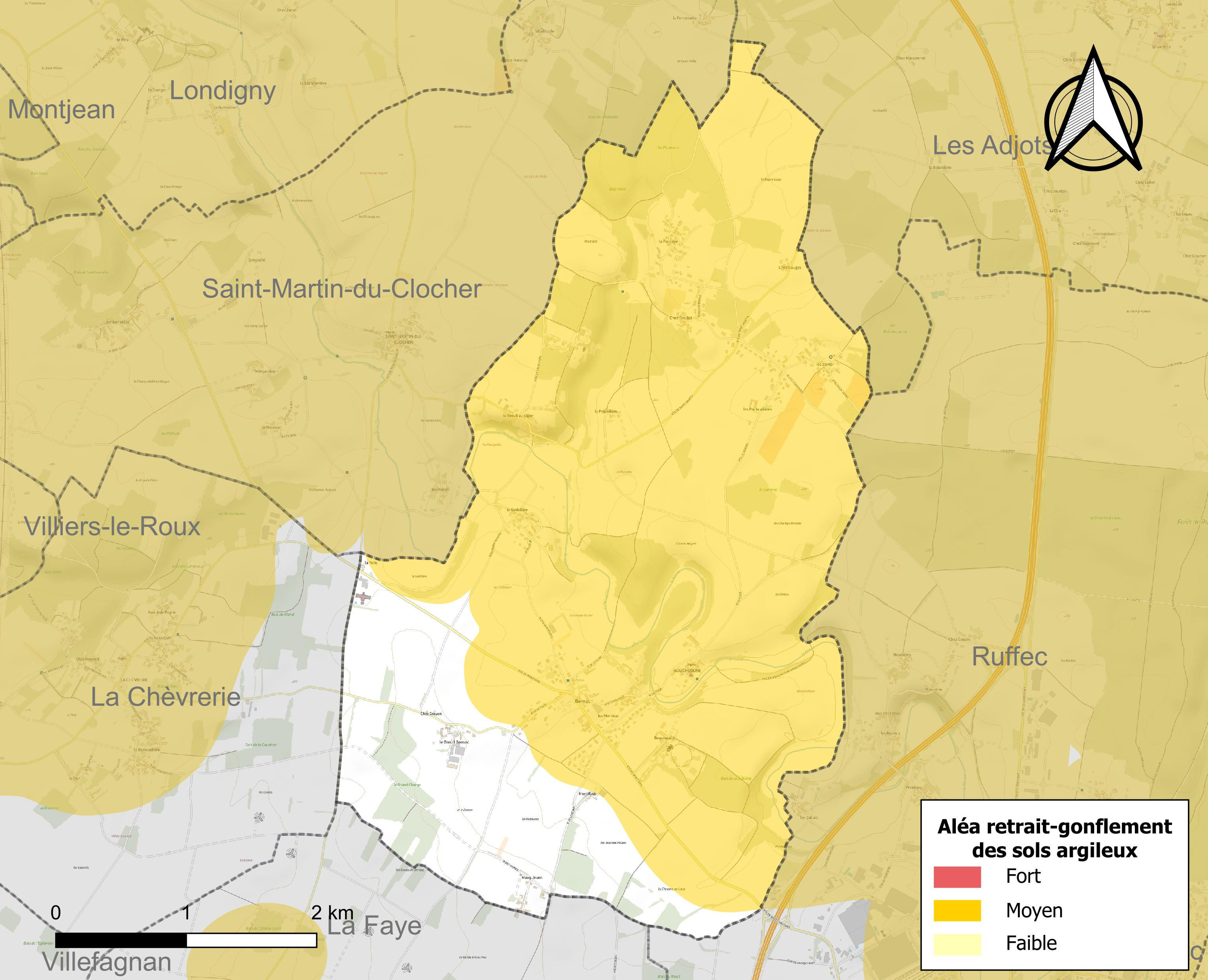
Carte des zones d'aléa retrait-gonflement des sols argileux de Bernac.

Le retrait-gonflement des sols argileux est susceptible d'engendrer des dommages importants aux bâtiments en cas d’alternance de périodes de sécheresse et de pluie. 80,1 % de la superficie communale est en aléa moyen ou fort (67,4 % au niveau départemental et 48,5 % au niveau national). Sur les 246 bâtiments dénombrés sur la commune en 2019,  233 sont en aléa moyen ou fort, soit 95 %, à comparer aux 81 % au niveau départemental et 54 % au niveau national. Une cartographie de l'exposition du territoire national au retrait gonflement des sols argileux est disponible sur le site du BRGM,.
Par ailleurs, afin de mieux appréhender le risque d’affaissement de terrain, l'inventaire national des cavités souterraines permet de localiser celles situées sur la commune.
La commune a été reconnue en état de catastrophe naturelle au titre des dommages causés par les inondations et coulées de boue survenues en 1982 et 1999. Concernant les mouvements de terrains, la commune a été reconnue en état de catastrophe naturelle au titre des dommages causés par des mouvements de terrain en 1999.

## Toponymie
Les formes anciennes sont Brenad en 855, Brenaco en 1110.
L'origine du nom de Bernac remonterait à un personnage gallo-romain Brennus (nom gaulois) auquel est apposé le suffixe -acum, ce qui correspondrait au « domaine de Brennus »,.

## Histoire
Au Moyen Âge, la paroisse de Bernac dépendait de la baronnie de Ruffec. Elle appartenait à la province d'Angoumois mais religieusement dépendait du diocèse de Poitiers.
Le Breuil-au-Vigier (aujourd'hui orthographié aussi Breuil-Vigier) était une seigneurie dont le nom évoque l'ancienne maison des Vigier, dont fut l'historien François Vigier de la Pile, et qui aurait appartenu à cette famille. Le fief du Breuil-aux-Vigiers (selon l'orthographe ancienne) a été acquis en 1458 par Eustachon de Lesmerie, et a appartenu à cette famille jusqu'au XVIIe siècle, qui possédait aussi dans les dernières années du XVIe siècle le petite seigneurie de Mocquetable (aujourd'hui orthographié Moctable et non habitée), au sud-ouest de la Paizière face à ce hameau.
Au début du XVIIIe siècle, le Breuil-au-Vigier est passé à la famille Avril, qui possédait aussi le fief de Masquinand, au sud de la commune. Cette famille fut maintenue dans sa noblesse par d'Aguesseau, en 1666. François René Avril de Masquinand fut le dernier seigneur du Breuil-aux-Vigiers et de Masquinand.
Le château de Beauregard, près du bourg, appartient encore à la famille de Champvallier.

## Administration
| Période                                  | Période  | Identité              | Étiquette | Qualité            |
| ---------------------------------------- | -------- | --------------------- | --------- | ------------------ |
| Les données manquantes sont à compléter. |          |                       |           |                    |
| 1969                                     | 1995     | Raymond Migaud        |           |                    |
| 1995                                     | 2008     | Christiane Bouroumeau |           |                    |
| 2008                                     | En cours | Jean-Jacques Vrignon  | SE        | Assistant familial |

## Démographie

### Évolution démographique
L'évolution du nombre d'habitants est connue à travers les recensements de la population effectués dans la commune depuis 1793. Pour les communes de moins de 10 000 habitants, une enquête de recensement portant sur toute la population est réalisée tous les cinq ans, les populations de référence des années intermédiaires étant quant à elles estimées par interpolation ou extrapolation. Pour la commune, le premier recensement exhaustif entrant dans le cadre du nouveau dispositif a été réalisé en 2004.

En 2022, la commune comptait 463 habitants, en évolution de −6,65 % par rapport à 2016 (Charente : −0,48 %, France hors Mayotte : +2,11 %).
| 1793 | 1800 | 1806 | 1821 | 1831 | 1841 | 1846 | 1851 | 1856 |
| ---- | ---- | ---- | ---- | ---- | ---- | ---- | ---- | ---- |
| 461  | 514  | 439  | 467  | 548  | 573  | 546  | 556  | 544  |

| 1861 | 1866 | 1872 | 1876 | 1881 | 1886 | 1891 | 1896 | 1901 |
| ---- | ---- | ---- | ---- | ---- | ---- | ---- | ---- | ---- |
| 567  | 564  | 520  | 501  | 474  | 470  | 441  | 424  | 373  |

| 1906 | 1911 | 1921 | 1926 | 1931 | 1936 | 1946 | 1954 | 1962 |
| ---- | ---- | ---- | ---- | ---- | ---- | ---- | ---- | ---- |
| 379  | 376  | 321  | 318  | 322  | 330  | 300  | 291  | 297  |

| 1968 | 1975 | 1982 | 1990 | 1999 | 2004 | 2006 | 2009 | 2014 |
| ---- | ---- | ---- | ---- | ---- | ---- | ---- | ---- | ---- |
| 259  | 278  | 387  | 433  | 420  | 409  | 395  | 459  | 482  |

| 2019 | 2022 | - | - | - | - | - | - | - |
| ---- | ---- | - | - | - | - | - | - | - |
| 474  | 463  | - | - | - | - | - | - | - |

### Pyramide des âges
La population de la commune est relativement âgée.
En 2018, le taux de personnes d'un âge inférieur à 30 ans s'élève à 28,1 %, soit en dessous de la moyenne départementale (30,2 %). À l'inverse, le taux de personnes d'âge supérieur à 60 ans est de 33,9 % la même année, alors qu'il est de 32,3 % au niveau départemental.
En 2018, la commune comptait 231 hommes pour 250 femmes, soit un taux de 51,98 % de femmes, légèrement supérieur au taux départemental (51,59 %).
Les pyramides des âges de la commune et du département s'établissent comme suit.
| Hommes | Classe d’âge | Femmes |
| ------ | ------------ | ------ |
| 0,4    | 90 ou +      | 2,4    |
| 6,6    | 75-89 ans    | 6,5    |
| 27,2   | 60-74 ans    | 24,8   |
| 22,8   | 45-59 ans    | 22,0   |
| 15,4   | 30-44 ans    | 15,9   |
| 13,2   | 15-29 ans    | 12,2   |
| 14,5   | 0-14 ans     | 16,3   |

| Hommes | Classe d’âge | Femmes |
| ------ | ------------ | ------ |
| 1      | 90 ou +      | 2,7    |
| 9,2    | 75-89 ans    | 12     |
| 20,6   | 60-74 ans    | 21,3   |
| 20,7   | 45-59 ans    | 20,3   |
| 16,8   | 30-44 ans    | 16     |
| 15,6   | 15-29 ans    | 13,4   |
| 16,1   | 0-14 ans     | 14,3   |

## Équipements, vie locale

### Enseignement
L'école est un regroupement pédagogique intercommunal entre Bernac et Montjean. Bernac accueille l'école maternelle et Montjean l'école élémentaire.

## Lieux et monuments

### Patrimoine religieux

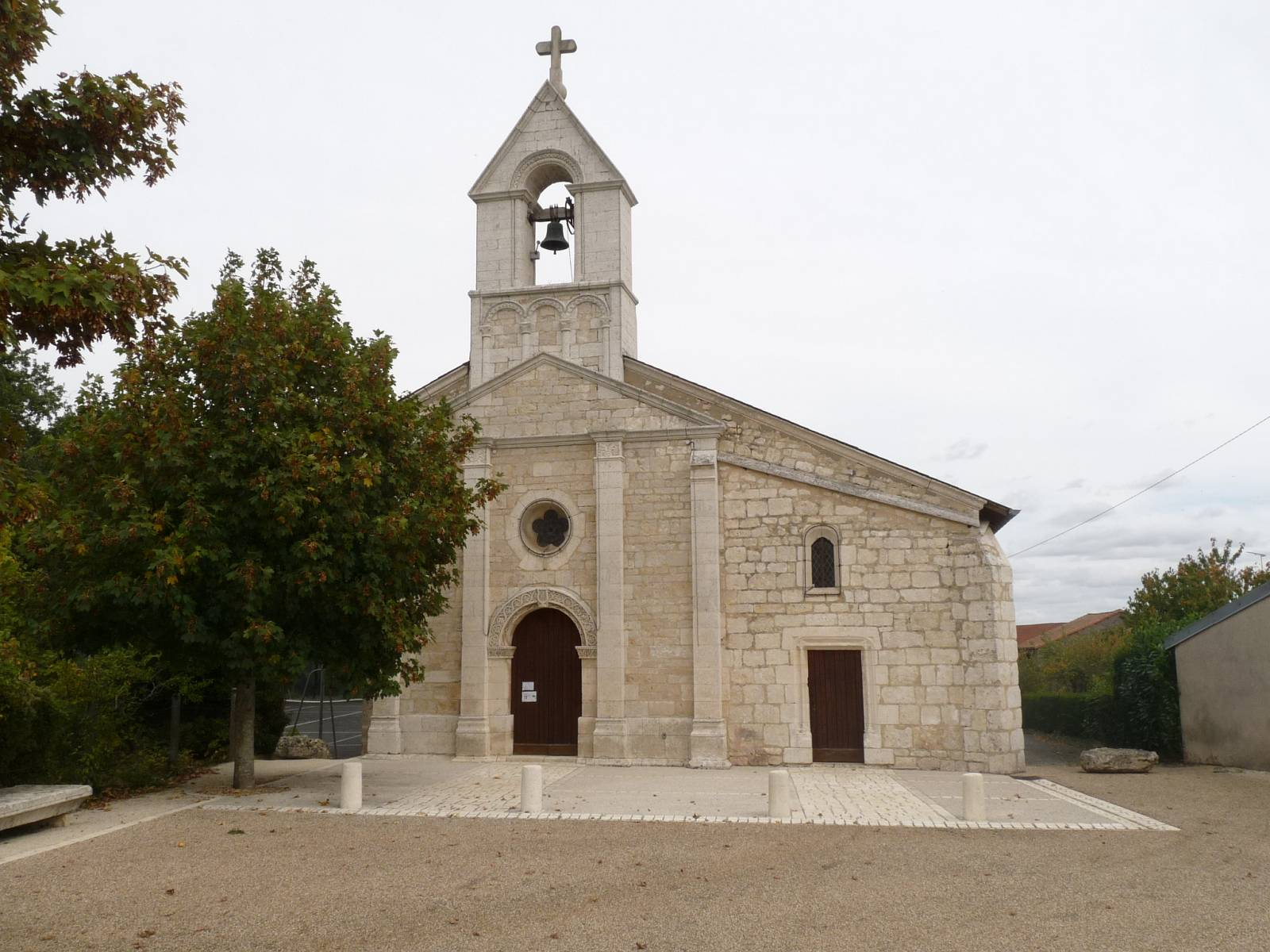
L'église paroissiale.

L'église paroissiale Saint-Pierre est située au bourg près du cimetière sur la route principale. Son origine remonte au XIe siècle. Elle était le siège d'un prieuré-cure qui dépendait de l'abbaye Saint-Séverin de Poitiers. Elle fut élargie au XVe siècle et les derniers dégâts des guerres de Religion ne furent réparés qu'en 1720. Sa façade est surmontée d'un clocher-mur à une seule ouverture, qu'occupe une cloche de 1741, qui a eu pour parrains le duc Louis de Saint-Simon et sa femme.

### Patrimoine civil
Du château du Breuil-Vigier il ne reste que le pigeonnier octogonal sur piliers à base carrée et toiture de tuiles plates surmontée d'un épi de faîtage en poterie.
Le lavoir de la Paizière est restauré.
La mairie est située à Mouchedune, à 500 m au nord-est de l'église.